# بهرام ورجاوند
وَرجاوَند واژه‌ای فارسی و به معنی مقدس است.
یکی از افراد موعود در دین زرتشت کی‌بهرام ورجاوند نام دارد که بر پایه دین زرتشتی در نخستین هزاره پس از زرتشت از سوی سیستان ظهور خواهد کرد. در عهد هوشیدر بنابر اعتقاد پیروان مزدیسنا، پادشاهی دادگر از نژاد کیان، به نام بهرام و ملقب به ورجاوند به سر کار خواهد آمد که جنگاوران و دلیران بدو خواهند پیوست. او با نیروی کافی به میدان می‌آید و چندان مرد از پای در می‌آورد که در برابر هزار زن یک مرد بیش نماند. وی در دادگستری هوشیدر را یاری کند.
در متون پهلوی آمده است :
کی باشد که پیکی آید از هندوستان
که آمد آن شاه بهرام از دوده ی کیان
کش پیل هست هزار و بر سراسر هست پیلبان
که آراسته درفش دارد بر آیین خسروان
پیش لشکر برند با سپاه سرداران
مردی گسیل باید کردن زیرک ترجمان
که رود و بگوید به هندوان
که ما چه دیدیم از دست تازیان
با یک گروه دین خویش پراکندند، و برفت
شاهنشاهی ما به سبب ایشان
چون دیوان دین دارند، چون سگ خورند نان
بستاندند پادشاهی از خسروان
نه به هنر ، نه به مردی ، بلکه به افسوس و ریشخند
بستدند به ستم از مردمان
زن و خواسته شیرین ، باغ و بوستان
جزیه بر نهادند و پخش کردند بر سران
با عسلی بخواستند ساوِ گران
بنگر تا چه بدی درافکند این دروغ به کیهان
که نیست از آن بدتر چیزی به جهان
پس از ما بیاید ان شاه بهرام ورجاوند از دوده کیان تا بیاوریم کین از تازیان
مزگت‌ها (مسجدها) را فرو نهیم و برنشانیم به جایشان اتشان

در شهرستان تفت در استان یزد یکی از زیارتگاه‌های زرتشتیان جای پای ورجاوند نام دارد که به معنی قدمگاه مقدس است. یکی از تالارهای مذهبی زرتشتیان تهران نیز کوشک ورجاوند نام دارد که معنی آن کاخ مقدس است.
ورجاوند همچنین یکی از نام‌های خانوادگی در ایران است.
به گفته برخی تاریخ پژوهان شخصیت بهرام ورجاوند در منظومه بهرام ورجاوند الهام گرفته از ابوسعید بهرام گناوه ای  موسس دولت قرمطیان بوده است.